# Праченко, Владимир Васильевич
Влади́мир Васи́льевич Праче́нко (21 января 1937, Алексеевка, Воронежская область — 29 августа 2013, Казань) — советский и российский трубач и музыкальный педагог, солист оркестра Татарского государственного академического театра оперы и балета имени М. Джалиля, симфонического оркестра Татарской государственной филармонии, оркестра ГТРК «Татарстан», доцент Казанской консерватории и преподаватель ССМШ-колледжа при Казанской консерватории, народный артист Татарской АССР (1985).

## Биография
В 1953 году окончил Воронежскую школу военно-музыкальных воспитанников по классу Н. С. Вознесенского. В 1958 году он окончил Петрозаводское музыкальное училище по классу П. Е. Салмио. С 1960 по 1966 годы работал артистом Татарского государственного академического театра оперы и балета им. М. Джалиля.
В 1964 году окончил Казанскую консерваторию под руководством профессора А. П. Колпинского, а на следующий год сам начал преподавать трубу в консерватории и средней специальной музыкальной школе (колледже) при консерватории. С 1967 по 1992 год был солистом оркестра Татарской государственной филармонии. В 1977 году ему было присвоено почётное звание заслуженный артист Татарской АССР, а в 1985 — народный артист Татарской АССР. С 1994 он работает в оркестре ГТРК «Татарстан». В 2005 году вышел сборник переложений для трубы и фортепиано произведений «Ave Maria» разных авторов под редакцией Праченко.

## Награды и звания
- Орден «Знак Почёта»
- Заслуженный артист Татарской АССР (1977)
- Народный артист Татарской АССР (1985)